# Ahmad Shah I di Pahang
Paduka Sri Sultan Ahmad Shah I ibni al-Marhum Sultan Mansur Shah (Malacca, ... – Pekan Lama, 1511) è stato sultano di Pahang dal 1475 al 1495.

## Primi anni di vita
Raja Ahmad nacque a Malacca prima del 1450 ed era il primo figlio del sultano Mansur Shah di Malacca e di sua moglie Putri Wanang Sri Lela Wangsa, figlia del maharaja di Dewa Sura, sovrano del Pahang e parente del re di Ligor. Sia la madre e che il nonno furono catturati e presentati al sultano di Malacca dopo la conquista del Pahang.
Raja Ahmad avrebbe dovuto essere il primo sultano del Pahang ma lo precedette il fratello minore Muhammad che venne bandito da Malacca per aver commesso un omicidio nel 1470. Il fratellastro minore Alauddin Riayat ereditò la corona del sultanato di Malacca. Questo evento lo portò all'odio verso il fratellastro negli anni a venire. Anche Raja Ahmad andò in esilio nel Pahang e ne divenne sovrano nel 1475, dopo la morte del fratello.

## Regno
I rapporti tra il sultanato di Malacca e lo Stato vassallo del Pahang si deteriorarono notevolmente dopo l'ascesa al trono di Raja Ahmad. Nel 1488 Alauddin Riayat morì a Pagoh, sul fiume Muar. In breve tempo si diffuse la voce che il sultano era stato avvelenato per ordine dei governanti di Pahang e Indragiri. Con l'ascesa al trono del figlio del defunto sovrano Mahmud Shah l'inimicizia tra lo zio nel Pahang e il nipote a Malacca permase.
Ahmad Shah nutriva molto rancore verso il nipote. In particolare dopo che Mahmud Shah rapì e sposò Tun Teja, figlia del bendahara di Pahang e sua promessa sposa.

## Abdicazione
Per la vergogna abdicò in favore del suo giovanissimo figlio, Raja Mansur. Il nuovo sovrano venne posto sotto la tutela dei suoi cugini, i tre figli di Mahmud Shah. Di fatto, fino al 1512, il maggiore di essi Abdul Jamil fu suo co-regnante.
Dopo la rinuncia alla corona visse dedicandosi alla religione. Morì a Pekan Lama nel 1511